# Гасулска култура
Гасулската култура или по-точно гасулският период в историята на праисторически Ханаан е археологически културно-исторически период от средата на Халколита.
Развива се в Южен Ханаан в периода 3800 - 3350 години преди Христа, в синхрон с халафската култура в северната част на Древна Сирия и Месопотамия.  Носи името си по паметника Тулаят ал-Гасул, разположен в долината на река Йордан, недалеч от Мъртво море, който е разкопан през 30-те години на 20 век.
Счита се, че гасулците са хора водещи полуномадски начин на живот, без уседнало земеделие, които мигрирали на юг от Сирия към територията на съвременен Израел. Домовете им са имали трапецовидна форма и били изградени от кирпич. Развито грънчарство и винопризводство. Познавали са технологията за обработка на медта. Мъртвите погребвали в каменни долмени. 
Гасулската култура има много общо с емратския период от историята на додинастичен Египет, свързван с града Некада. Вероятно, представителите на гасулската култура са търгували с носителите на минойската култура на Крит, поради наличието на известна стилистична прилика в артефактите на двете.
Гасулската култура заменя минхатската култура и културата на Ярмук. Предположително възниква на основата на сливането на носителите на културата на докерамичния неолит Б в долината на Амук и тази на номадските пастири от Арабия. Възникването ѝ е обусловено от климатичните промени които започват около 5000 - 4900 години преди Христа и продължават до 4100 г. пр.н.е., понеже това е климатичен период на лек субтропичен климат, благоприятен за растежа на растенията.
Очевидно, гусалската култура заляга в основата на по-късната цивилизация на Ханаан от началото на древността.